# Cantó de Bellegarde-sur-Valserine
El cantó de Bellegarde-sur-Valserine (en francés canton de Bellegarde-sur-Valserine) és una divisió administrativa francesa del departament de l'Ain. Té 15 municipis i el cap és Bellegarde-sur-Valserine.

## Municipis
- Bellegarde-sur-Valserine
- Billiat
- Champfromier
- Chanay
- Châtillon-en-Michaille
- Confort
- Giron
- Injoux-Génissiat
- Lancrans
- Lhôpital
- Montanges
- Plagne
- Saint-Germain-de-Joux
- Surjoux
- Villes

## Demografia
Abans 2015 el cantó comptava amb 12 municipis.
| 1962                                            | 1968   | 1975   | 1982   | 1990   | 1999   | 2008   | 2015   |
| 13.438                                          | 15.084 | 15.992 | 15.657 | 16.341 | 16.788 | 18.192 | 21 641 |
| ----------------------------------------------- | ------ | ------ | ------ | ------ | ------ | ------ | ------ |
| A partir de 1990: Població sense dobles comptes |        |        |        |        |        |        |        |

## Consellers departamentals
| Data d'elecció                           | Identitat      | Partit           | Qualitat |
| ---------------------------------------- | -------------- | ---------------- | -------- |
| 1945-1973                                | Jean Mallet    | SFIO, després PS |          |
| 1973-1979                                | Marcel Berthet | PCF              |          |
| 1979-2002                                | Gérard Armand  | RPR              |          |
| 2002-2015                                | Guy Larmanjat  | PS               |          |
| les dades anteriors no són pas conegudes |                |                  |          |
|                                          |                |                  |          |

| Data d'elecció | Identitat            | Partit        | Qualitat |
| -------------- | -------------------- | ------------- | -------- |
| 2015 -         | Myriam Bouvet-Multon | Divers gauche |          |
| 2015 -         | Guy Larmanjat        | PS            |          |